# 1921年全米選手権 (テニス)
1921年 全米選手権（1921ねんぜんべいせんしゅけん）に関する記事。

## 大会の流れ
- 1881年から1967年まで、全米選手権は各部門が個別の名称を持ち、大会会場も別々のテニスクラブで開かれた。これが他の3つのテニス4大大会と大きく異なる点である。
  - 男子シングルス　名称：全米シングルス選手権（U.S. National Singles Championship）／会場：ペンシルベニア州フィラデルフィア、ジャーマンタウン・クリケット・クラブ　（会場移転、1921年-1923年まで）
  - 女子シングルス　名称：全米女子シングルス選手権（U.S. Women's National Singles Championship）／会場：ニューヨーク市クイーンズ区フォレストヒルズ、ウエストサイド・テニスクラブ　（会場移転、1921年-1977年まで）
  - 男子ダブルス　名称：全米ダブルス選手権（U.S. National Doubles Championship）／会場：マサチューセッツ州ボストン市、ロングウッド・クリケット・クラブ　（1917年-1933年まで）
  - 女子ダブルス　名称：全米女子ダブルス選手権（U.S. Women's National Doubles Championship）／会場：フォレストヒルズ、ウエストサイド・テニスクラブ　（会場移転、1921年-1933年まで）
  - 混合ダブルス　名称：全米混合ダブルス選手権（U.S. Mixed Doubles Championship）／会場：フォレストヒルズ、ウエストサイド・テニスクラブ　（会場移転、1921年-1934年まで）
- 1921年から、女子競技（女子シングルス・女子ダブルス・混合ダブルス）の会場がニューヨーク市クイーンズ区フォレストヒルズにある「ウエストサイド・テニスクラブ」（通称フォレストヒルズ）に移転した。女子シングルスは1977年までフォレストヒルズで開かれたが、女子ダブルス・混合ダブルスはその後も会場移転が多い。男子シングルスは3年間フォレストヒルズを離れ、フィラデルフィアの「ジャーマンタウン・クリケット・クラブ」に移転した。
- 初期の全米選手権のように、外国人出場者が少なかった時期は、地元アメリカ人選手の国籍表示を省略する。

## 大会経過

### 男子シングルス
準々決勝
- ウォレス・ジョンソン vs. クレイグ・ビドル　6-0, 6-3, 6-4
- ジェームズ・アンダーソン vs. フランシス・ハンター　6-1, 6-3, 6-4
- ビル・チルデン vs.  ゴードン・ロウ　6-4, 6-3, 6-4
- ウィリス・デービス vs. ロバート・キンゼイ　6-3, 4-6, 6-4, 1-6, 6-4

準決勝
- ウォレス・ジョンソン vs.  ジェームズ・アンダーソン　6-4, 3-6, 8-6, 6-3
- ビル・チルデン vs. ウィリス・デービス　10-8, 6-2, 6-1

### 女子シングルス
準々決勝
- パトリシア・ヒッチンズ vs. アデレード・ブラウニング　8-6, 6-2
- メアリー・ブラウン vs. アン・シェイフ　6-1, 6-2
- モーラ・マロリー vs. ヘレーネ・ポラック　6-2, 6-1
- メイ・サットン・バンディ vs. ヘレン・ジロードー　6-1, 6-2

準決勝
- メアリー・ブラウン vs. パトリシア・ヒッチンズ　6-3, 6-0
- モーラ・マロリー vs. メイ・サットン・バンディ　8-6, 6-2

## 決勝戦の結果
- 男子シングルス：ビル・チルデン vs. ウォレス・ジョンソン　6-1, 6-3, 6-1
- 女子シングルス：モーラ・マロリー vs. メアリー・ブラウン　4-6, 6-4, 6-2
- 男子ダブルス：ビル・チルデン＆ビンセント・リチャーズ vs. リチャード・ウィリアムズ＆ワトソン・ウォッシュバーン　13-11, 12-10, 6-1
- 女子ダブルス：メアリー・ブラウン＆ルイーズ・ウィリアムズ vs. ヘレン・ジロードー＆アレッタ・モリス　6-3, 6-2
- 混合ダブルス：ビル・ジョンストン＆メアリー・ブラウン vs. ビル・チルデン＆モーラ・マロリー　3-6, 6-4, 6-3